# Национално знаме на Турция
Националното знаме на Турция представлява червено правоъгълно платнище с изобразен бял полумесец и звезда в средата. То има отношение ширина към дължина 2:3. Знамето често се нарича ал байрак (червеното знаме) и така наричаното ал санчак (червения банер) в турския национален химн. Настоящият дизайн на турското знаме е директно получен от късното османско знаме, което е прието в края на 18 век и придобива окончателната си форма през 1844 г. Мерките, геометричните пропорции и точния червен цвят на знамето на Турция са законово стандартизиран със Закона за турското знаме на 29 май 1936 г.

## История
Съвременното знаме на Турция е почти идентично с последното знаме на Османската империя.